# Prenzlauer Tor (Pasewalk)

Stadtseite des Prenzlauer Tors

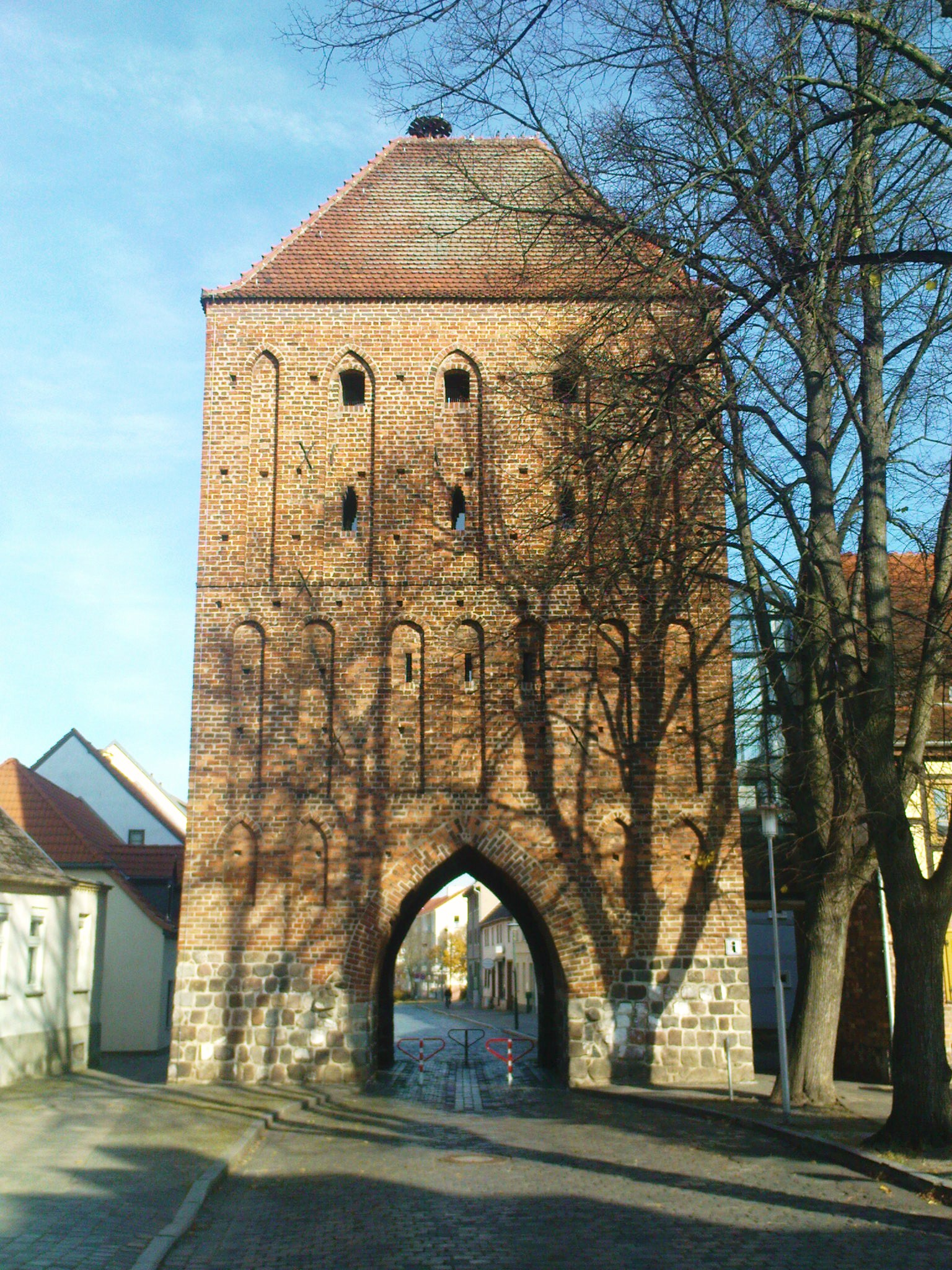
Feldseite

Das Prenzlauer Tor in Pasewalk ist eines der zwei von ehemals vier vorhandenen Toren der Wehranlage, welche die Stadt umgab. Das gotische dreigeschossige Backsteintor aus der Mitte des 15. Jahrhunderts wurde auf einem Feldsteinsockel errichtet und sicherte die Straße nach Prenzlau ab.
Das 25,6 Meter hohe Tor verfügt über eine spitzbogige Durchfahrt bei einer quadratischen Grundfläche. Geschmückt ist es an der Stadt- und Feldseite mit Reihen von Spitzbogenblenden am Erdgeschoss und den beiden Obergeschossen.
Zu Beginn des 19. Jahrhunderts wurden die ehemals vorhandenen Staffelgiebel durch ein gewalmtes Satteldach ersetzt.
Der Turm ist mit dem angrenzenden Gebäude seit 1996 Sitz des städtischen Museums, in dem unter anderem an den Zeichner Paul Holz gedacht wird. Mit dem Nebengebäude ist das Tor durch ein gläsernes Treppenhaus verbunden.